# Tegmen

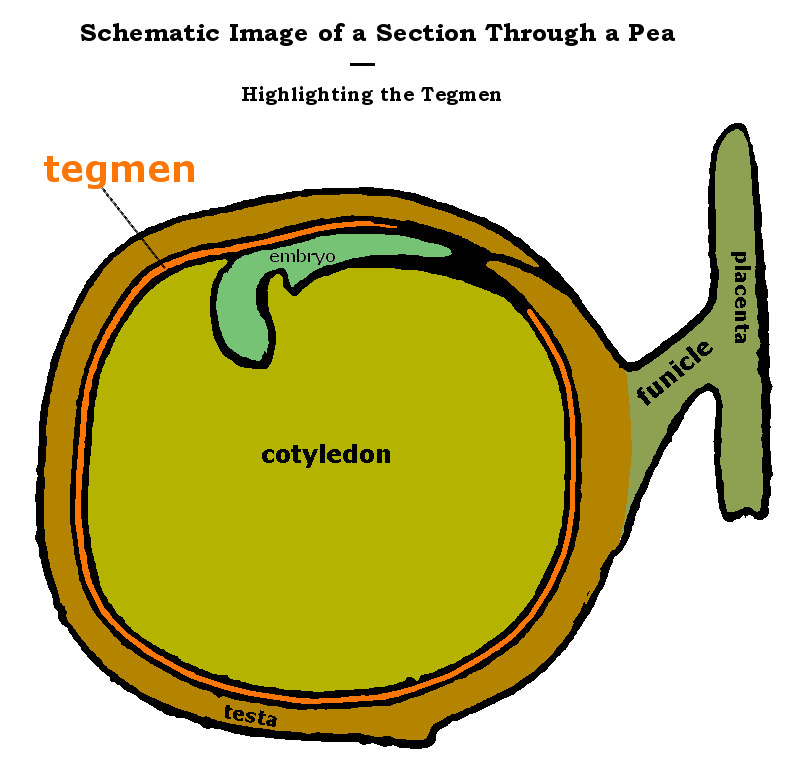
Immagine schematica di Tegmen (in sezione) in un pisello

Il termine Tegmen è usato in botanica e in zoologia.
- in botanica si usa come nome del tegumento interno dei semi, quando sono avvolti da un duplice involucro.
- in zoologia si usa per indicare diverse strutture rigide di rivestimento degli animali invertebrati, come la parte superiore della teca di alcuni echinodermi, le ali superiori di alcuni insetti omotteri o le ali anteriori degli ortotteri acrididi, che nei maschi fanno parte dell’organo stridulatore; contro le loro venature vengono sfregati i tubercoli che rivestono il femore.

Da non confondere con tègmine, che si riferisce alle ali coriacee degli insetti ortotteri, dette più comunemente elitre o pseudoelitre

## Etimologia
Il termine ‹tèġmen› è un sostantivo neutro, che deriva dal latino classico tegmen -mĭnis «rivestimento», der. di tegĕre «coprire».